# Tuto Vázquez
Xosé Manuel Vázquez Martínez (Riveira, La Coruña, Galicia, España, 21 de marzo de 1947 - La Coruña, Galicia, España, 29 de abril de 2010), más conocido como Tuto Vázquez, fue un actor español.

## Trayectoria
Estudió Magisterio y filosofía y poseía el título de Declamación por el Conservatorio Profesional de La Coruña y el de Interpretación por el Institut del Teatre de Barcelona.
Tenía una gran experiencia como actor teatral y de doblaje, y en la última década participó en varias series de televisión gallegas, así como en algunas películas con pequeñas intervenciones y multitud de cortometrajes. También trabajó en publicidad, participando en varios spots, y en la radio, en un total de 8 temporadas del espacio Preescolar na casa.
Intervino en montajes teatrales con las compañías Tespis, O facho, Teatro Circo, Escola Dramática Galega, Produccións do Noroeste, Teatro do Atlántico, Centro Dramático Galego y Producións Librescena.
Su último trabajo televisivo fue en la serie Padre Casares, donde tuvo que ser sustituido en el personaje de Don Crisanto por Gonzalo Rei Chao a principios de 2008 debido al cáncer que padecía y del que falleció en abril de 2010.

## Filmografía
- Un café de ollos verdes (1992), de Antonio F. Simón (cortometraje).
- Blanca Madison (1998), de Carlos Amil.
- O trasto (2002), de Rafael Calvo.
- O lapis do carpinteiro (2003), de Antón Reixa.

## Televisión
- Servicio de urxencias
- A familia Pita
- Os outros feirantes (1989)
- Pesquisas: O caso das galiñas aforcadas (1991)
- Pratos combinados (1995)
- Mareas vivas (1998-2003)
- Avenida de América (2003)
- As leis de Celavella (2003)
- Padre Casares (2008)

## Teatro
(lista parcial)
- Historias del zoo
- En alta mar
- Escena para 4 personajes
- Don Juan
- Sonata de espectros
- Os vellos non deben de namorarse
- A noite vai coma un río
- A voda de Sganarello
- O canto to cisne
- Galileo Galilei
- As tres irmás
- Espectros
- As alegres casadas
- O barbeiro de Sevilla
- Cyrano de Bergerac
- Escuadra hacia la muerte
- El amor de los cuatro coroneles
- Sin querer
- Farsa y justicia del corregidor
- Puntila e o seu criado Matti
- O Señor Bonome e os incendiarios
- Macbeth
- A longa viaxe do Capitán Zelta
- Chejov, Chejov
- ¡Ei Freihmulle!